# ساوا آرانجل چستیچ
ساوا آرانجل چستیچ (سیریلیک صربی: Сава-Аранђел Честић؛ زادهٔ ۱۹ فوریهٔ ۲۰۰۱) بازیکن فوتبال اهل صربستان است.
وی همچنین در تیم‌های ملی فوتبال زیر ۲۱ سال صربستان، و صربستان بازی کرده‌است.